# Basilika von Suyapa

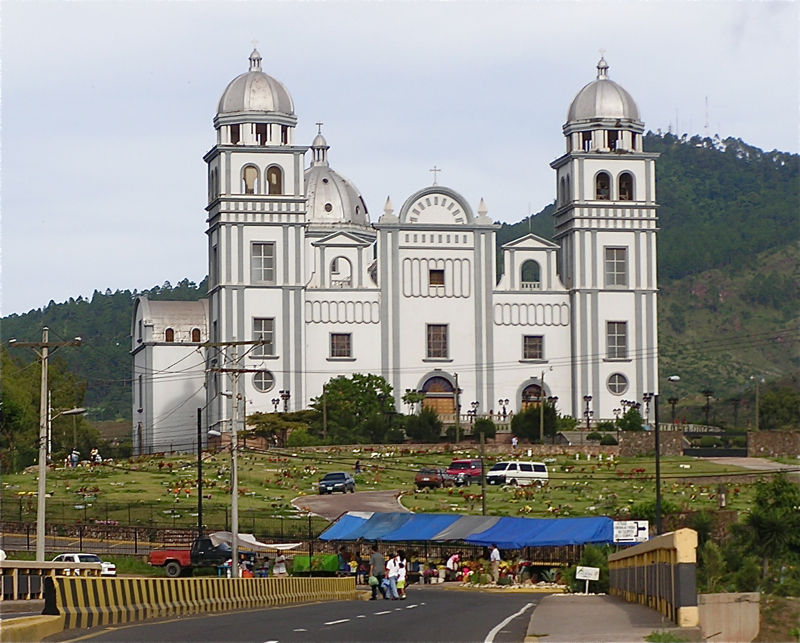
Basilika von Suyapa

Die Basilika der Heiligen Jungfrau Maria von Suyapa (spanisch Basílica de Nuestra Señora de Suyapa) am Stadtrand der honduranischen Hauptstadt Tegucigalpa ist die größte Kirche des Landes. Die in der zweiten Hälfte des 20. Jahrhunderts erbaute Marienkirche trägt den Titel einer Basilica minor.

## Jungfrau von Suyapa
Im Jahr 1747 wurde die Statue der Jungfrau von Suyapa von Alejandro Colindres gefunden. Das 6 Zentimeter große Bildnis wurde zuerst in einer Einsiedelei verehrt, die in dem 1780 errichteten Dorf Suyapa errichtet wurde, welches heute zu Tegucigalpa gehört. Im Jahr 1925 wurde die Jungfrau von Suyapa durch Papst Pius XII. zur Patronin von Honduras erklärt mit dem Feiertag 3. Februar. Weiter wurde sie 1969 zur Vorsteherin des Heeres ernannt.

## Geschichte der Basilika
1943 beschloss der Apostolische Administrator des Erzbistums Tegucigalpa, Bischof Emilio Morales Roque, den Neubau einer Kirche für die Jungfrau von Suyapa in der Nähe der bestehenden Kapelle. Die Zuñiga-Inestroza-Familie spendete das Land für das Projekt, worauf 1954 mit dem Bau begonnen wurde. Der dritte Erzbischof von Tegucigalpa, Bischof José de la Cruz Turcios y Barahona, legte den Grundstein für einen der größten Sakralbauten Mittelamerikas. Ein paar Jahre später, als der erste Bauabschnitt fertig gestellt war, wurde die Statue in dieses neue Gebetszentrum überführt. Am 8. März 1983 feierte Papst Johannes Paul II. bei seinem einzigen Besuch in Honduras eine Messe vor dem Altarbild des Schutzpatrons der Honduraner. 2005 wurde das Nationalheiligtum von Suyapa mit den umliegenden Anlagen offiziell geweiht. Am 9. September 2015 wurde die Kirche von Papst Franziskus zur Basilica minor erhoben.

## Architektur der Basilika

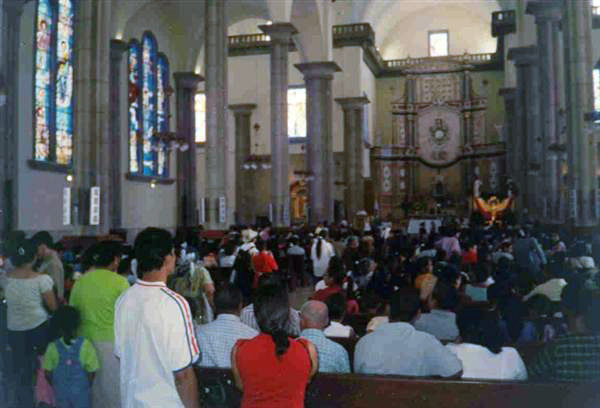
Innenraum während der Wallfahrt

Der Stil der Basilika von Suyapa ist modern und in seiner Gesamtheit in Weiß gemalt. Der Grundriss bildet ein lateinisches Kreuz. Die Dimensionen haben eine Länge von 93 Metern, 43 Meter Höhe in seinen Türmen und 46 Meter in der Kuppel mit einem Durchmesser von 11,50 Meter über einem Tambour. Die Breite des Mittelschiffs beträgt 13,50 Meter. Die Größe der Kirche dient zur Aufnahme der Pilger nach Suyapa. Die Fassade zeigt drei Haupttüren, die an den Seiten von zwei Glockentürmen flankiert werden. Der Hauptaltar ist ein Werk des valencianischen Künstlers Francisco Hurtado-Soto und befindet sich unterhalb der Kuppel. Die großen Buntglasfenster zeigen unter anderem die Himmelfahrt der Jungfrau von Suyapa.